# Gran Premio de Finlandia de Motociclismo de 1966
El Gran Premio de Finlandia de Motociclismo de 1966 fue la octava prueba de la temporada de 1966 del Campeonato Mundial de Motociclismo. El Gran Premio se disputó el 7 de agosto de 1966 en el Circuito de Imatra.

## Resultados 500cc
En la categoría reina, Giacomo Agostini se vengó por sus cancelaciones en la carrera de 350cc. Ganó su segundo Gran Premio con una ventaja de 40 segundos sobre Mike Hailwood. A una vuelta, Jack Findlay (Matchless) terminó tercero. El campeonato de 500cc era uno de los pocos que fue realmente emocionante esta temporada. Además de este dúo, se esperaba en Ulster el regreso de Jim Redman, que ya había ganado dos Grandes Premios este año. Hailwood solo había ganado uno, pero estaba en buena forma.
| Pos.    | Piloto             | Equipo            | Tiempo     | Pts. |
| ------- | ------------------ | ----------------- | ---------- | ---- |
| 1       | Giacomo Agostini   | MV Agusta         | 1h 08' 18" | 8    |
| 2       | Mike Hailwood      | Honda             | +40" 7     | 6    |
| 3       | Jack Findlay       | Matchless         | +1 Vuelta  | 4    |
| 4       | Jack Ahearn        | Norton            | +2 Vueltas | 3    |
| 5       | Malcolm Stanton    | Norton            | +2 Vueltas | 2    |
| 6       | Lewis Young        | Metisse-Matchless | +2 Vueltas | 1    |
| 7       | Gyula Marsovszky   | Matchless         |            |      |
| 8       | Fred Stevens       | Matchless         |            |      |
| 9       | Bosse Granath      | Matchless         |            |      |
| 10      | Agne Carlsson      | Matchless         |            |      |
| 11      | Billy Andersson    | Matchless         |            |      |
| 12      | Billie Nelson      | Norton            |            |      |
| 13      | Pentti Lehtelä     | Norton            |            |      |
| Ret     | Jourko Ryhänen     | Matchless         | Ret        |      |
| Ret     | Kel Carruthers     | Norton            | Ret        |      |
| Ret     | Eric Hinton        | Norton            | Ret        |      |
| Ret     | Stuart Morin       | Norton            | Ret        |      |
| Ret     | František Št'astný | Jawa-ČZ           | Ret        |      |
| Ret     | Stuart Graham      | Matchless         | Ret        |      |
| Ret     | Derek Lee          | Matchless         | Ret        |      |
| Ret     | Chris Conn         | Norton            | Ret        |      |
| Ret     | Gustav Havel       | Jawa-ČZ           | Ret        |      |
| Ret     | Kent Andersson     | Husqvarna         | Ret        |      |
| Fuente: |                    |                   |            |      |

## Resultados 350cc
La carrera de 350cc fue ganada por Mike Hailwood. Giacomo Agostini se retiró, dejando a Heinz Rosner con el MZ segundo y Jack Ahearn (Norton) tercero en dos vueltas.
| Pos. | Piloto             | Equipo    | Tiempo     | Pts. |
| ---- | ------------------ | --------- | ---------- | ---- |
| 1    | Mike Hailwood      | Honda     | 57' 59" 04 | 8    |
| 2    | Heinz Rosner       | MZ        | +1 Vuelta  | 6    |
| 3    | Jack Ahearn        | Norton    | +2 Vueltas | 4    |
| 4    | Kel Carruthers     | Norton    | +2 Vueltas | 3    |
| 5    | Bruce Beale        | Honda     | +2 Vueltas | 2    |
| 6    | František Št'astný | Jawa      | +2 Vueltas | 1    |
| 7    | Fred Stevens       | AJS       | +2 Vueltas |      |
| 8    | Chris Conn         | Norton    | +2 Vueltas |      |
| 9    | Knut Thorvaldsen   | Norton    | +3 Vueltas |      |
| 10   | Esko Puputti       | AJS       |            |      |
| 11   | Billy Andersson    | AJS       |            |      |
| Ret  | Giacomo Agostini   | MV Agusta | Ret        |      |
| Ret  | Gustav Havel       | Jawa      | Ret        |      |
| Ret  | František Boček    | ČZ        | Ret        |      |
| Ret  | Lewis Young        | n.d.      | Ret        |      |
| Ret  | Bosse Granath      | AJS       | Ret        |      |
| Ret  | Derek Lee          | AJS       | Ret        |      |
| Ret  | Pentti Lehtelä     | Aermacchi | Ret        |      |
| Ret  | Taneli Lepo        | Norton    | Ret        |      |
| Ret  | Malcolm Stanton    | Norton    | Ret        |      |
| Ret  | Stuart Morin       | Norton    | Ret        |      |
| Ret  | Billie Nelson      | Norton    | Ret        |      |

## Resultados 250cc
Mike Hailwood ganó la clase de 250cc y su nuevo compañero de equipo Stuart Graham quedó en segundo lugar. František Šťastný terminó tercero con su Jawa-ČZ.
| Pos. | Piloto             | Equipo    | Tiempo       | Pts. |
| ---- | ------------------ | --------- | ------------ | ---- |
| 1    | Mike Hailwood      | Honda     | 1h 02' 03" 9 | 8    |
| 2    | Stuart Graham      | Honda     | +1' 59" 4    | 6    |
| 3    | František Št'astný | Jawa      | +1 Vuelta    | 4    |
| 4    | Jack Findlay       | Bultaco   | +1 Vuelta    | 3    |
| 5    | Bruce Beale        | Honda     | +2 Vueltas   | 2    |
| 6    | Kent Andersson     | Husqvarna |              | 1    |
| 7    | Barry Smith        | Bultaco   |              |      |
| 8    | Jim Curry          | Honda     | +3 Vueltas   |      |
| 9    | Andrew Richman     | Bultaco   | +3 Vueltas   |      |
| Ret  | Michael Duff       | Yamaha    | Ret          |      |
| Ret  | Heinz Rosner       | MZ        | Ret          |      |
| Ret  | Anders Bengtsson   | Husqvarna | Ret          |      |
| Ret  | Hartmut Bischoff   | MZ        | Ret          |      |
| Ret  | Bo Gustafsson      | Paton     | Ret          |      |
| Ret  | Eric Hinton        | Aermacchi | Ret          |      |
| Ret  | Lennart Högberg    | Bultaco   | Ret          |      |
| Ret  | Teuvo Länsivuori   | Husqvarna | Ret          |      |
| Ret  | Gyula Marsovszky   | Bultaco   | Ret          |      |
| Ret  | Matti Salonen      | Yamaha    | Ret          |      |
| Ret  | Lasse Touminen     | Yamaha    | Ret          |      |

## Resultados 125cc
Phil Read ganó la carrera de 125cc con solo una décima de segundo por delante de Luigi Taveri. Ralph Bryans terminó tercero. Bill Ivy no pudo comenzar después de una caída durante la reunión Hutchinson 100 en Brands Hatch.
| Pos. | Piloto            | Moto     | Tiempo     | Pts. |
| ---- | ----------------- | -------- | ---------- | ---- |
| 1    | Phil Read         | Yamaha   | 56' 40" 6  | 8    |
| 2    | Luigi Taveri      | Honda    | +0" 1      | 6    |
| 3    | Ralph Bryans      | Honda    | +46" 5     | 4    |
| 4    | Hugh Anderson     | Suzuki   | +1' 03" 8  | 3    |
| 5    | Yoshimi Katayama  | Suzuki   | +1' 54" 4  | 2    |
| 6    | Hartmut Bischoff  | MZ       | +2 Vueltas | 1    |
| 7    | Vagn Stevnhoved   | MZ       |            |      |
| 8    | Kel Carruthers    | Honda    |            |      |
| 9    | Jim Curry         | Honda    |            |      |
| 10   | Seppo Kangasniemi | Honda    |            |      |
| 11   | Bo Gustafson      | Honda    |            |      |
| 12   | Agne Carlsson     | Honda    |            |      |
| 13   | Jukka Petäjä      | MZ       |            |      |
| Ret  | Frank Perris      | Suzuki   | Ret        |      |
| Ret  | Toshio Fujii      | Kawasaki | Ret        |      |
| Ret  | Heinz Rosner      | MZ       | Ret        |      |
| Ret  | Bill Ivy          | Yamaha   | Ret        |      |
| Ret  | Joachim Leitert   | MZ       | Ret        |      |
| Ret  | Bruce Beale       | Honda    | Ret        |      |
| Ret  | Bo Granath        | MZ       | Ret        |      |
| Ret  | Eric Hinton       | Bultaco  | Ret        |      |
| Ret  | Andrew Rickman    | Bultaco  | Ret        |      |
| Ret  | Lennart Högberg   | Bultaco  | Ret        |      |
| Ret  | Erkki Kemiläinen  | Honda    | Ret        |      |
| Ret  | Jürgen Lenk       | MZ       | Ret        |      |
| Ret  | Barry Smith       | Derbi    | Ret        |      |